# Graphe local
En théorie des graphes, un graphe G est dit être localement X si quel que soit le sommet s de G considéré, le sous-graphe induit sur G par les voisins de s est isomorphe à X (si X est un graphe) ou à un graphe appartenant à X (si X est une famille de graphe).

## Graphe localement de Petersen
Par exemple, dans un graphe localement de Petersen, quel que soit le sommet s considéré, le sous-graphe induit par les 10 voisins de s est isomorphe au graphe de Petersen.
En 1980 Hall prouve qu'il existe exactement 3 graphes étant localement le graphe de Petersen. Deux d'entre eux sont déjà connus : le graphe de Conway-Smith et le graphe de Kneser KG7,2. Le troisième n'avait jamais été publié même s'il avait déjà été découvert par Doro dans un article inédit. C'est le graphe de Hall.

## Autres exemples
- Le graphe de Gosset est localement le graphe de Schläfli.
- Le graphe de Klein est localement le graphe cycle {\displaystyle C_{7}}.
- Pour tout n, le graphe complet {\displaystyle K_{n}} est localement le graphe complet {\displaystyle K_{n-1}}. Ainsi le graphe tétraédrique est localement le graphe triangle.